# Выборы президента Чехии
Выборы президента Чешской республики регламентируются Конституцией Чехии, точнее, её редакцией после одобрения Чешским национальным советом 16.12.1992, вступившей в силу 1.1.1993, с возникновением современной Чешской республики. До 1996 года выборы не соответствовали положению Конституции о выборе президента двумя палатами парламента, поскольку Сенат до этих выборов фактически не существовал, а выборы в Сенат прошли осенью 1996 года. Таким образом, первыми выборами, полностью соответствующими нормам закона, являются выборы президента 1998 года. В 2012 году форма выборов президента изменилась, и вопрос выборов президента парламентом перестал быть актуальным.

## Выборы 1993
Выборы прошли 26 января 1993.
Кандидаты: Вацлав Гавел, Мария Стиборова, Мирослав Сладек
- Выборы проходили на открытом заседании парламента. Голосование было тайным.
- Выборами руководил председатель парламента Милан Угде.
- Местом проведения была нижняя палата парламента в Туновском дворце на Малой Стране.
- кандидат правящей коалиции: Вацлав Гавел
- кандидат Левого блока: Мария Стиборова
- кандидат республиканцев: Мирослав Сладек
- Выборы были нарушены телефонным звонком с сообщением о бомбе в здании парламента. Полиция ничего не нашла.
- Депутаты Либерального социального союза сначала не знали, кому дают свой голос и что вообще участвуют в выборах, но в конце концов устно назначили депутата Иржи Вывадила участвовать в выборах
- В выборах участвовали 200 выборщиков. Из 194 действительных голосов за Вацлава Гавела было отдано 109 голосов, за Марию Стиборову 45 голосов и за Мирослава Сладека 14 голосов.
- Первым президентом Чехии в первом туре был выбран Вацлав Гавел.
- Вацлав Гавел принёс президентскую присягу 2 февраля 1993 г.

## Выборы 1998
Выборы прошли 20 января 1998
Кандидаты: Вацлав Гавел, Станислав Фишер, Мирослав Сладек
- Первые выборы, проводящиеся строго в соответствии с Конституцией (до 1996 г. фактически не существовал Сенат).
- Выборы проводились на совместном заседании двух палат парламента в Испанском зале.
- Выборами руководил председатель нижней палаты Милош Земан.
- кандидат правящей коалиции: Вацлав Гавел
- кандидат коммунистов: Станислав Фишер
- кандидат республиканцев: Мирослав Сладек
- кандидат Мирослав Сладек во время выборов находился под арестом в тюрьме Панкрац
- Вацлава Гавела поддержали правящие партии: (KDU-ČSL, ODA, US) и часть ЧССД.
- Неожиданным было критическое выступление депутата от KDU-ČSL Иржи Карася, адресованное Гавелу
- В первом туре выборов не был выбран ни один кандидат. Во второй тур прошёл единственный кандидат — Вацлав Гавел (получил больше всего голосов в обеих палатах парламента).
- Во втором туре президентом был выбран Вацлав Гавел, получивший 47 из 81 голосов сенаторов и 99 из 197 голосов депутатов нижней палаты.
- Вацлав Гавел принёс президентскую присягу 2 февраля 1998 г.
- Республиканская партия безуспешно обжаловала выборы в Конституционном суде. Доводом был тот факт, что председатель партии Мирослав Сладек был в момент выборов в тюрьме и не мог участвовать в выборах. Нужно отметить, что участие Сладека не изменило было расклад выборов и победа Гавела наступила бы не позднее третьего тура выборов.
- Первая леди Дагмар Гавлова реагировала на высказывание республиканских депутатов свистом.

## Выборы 2003

### Выборы 15 января 2003
Кандидаты: Ярослав Буреш, Вацлав Клаус, Петр Питгарт, Мирослав Кржиженский
- Выборы проводились на совместном заседании двух палат парламента в Испанском зале.
- Выборами руководил председатель нижней палаты Любомир Заоралек.
- кандидат ЧССД: Ярослав Буреш
- кандидат ОДС: Вацлав Клаус
- кандидат 4 правых партий (хдп, чнп, либералов, гражданского форума): Петр Питхарт
- кандидат коммунистов: Мирослав Кржиженский
- Официальная поддержка от ЧССД Ярославу Бурешу показала слабость председателя партии Владимира Шпидлы в собственной партии. Наисильнейшую позицию имела группа Милоша Земана (он сообщил, что будет участвовать во вторых выборах), далее - группа Станислава Гросса (поддержавшая Ярослава Буреша) и последняя группа - Владимира Шпидлы, выдвигавшая Яна Сокола.
- В первом туре президент не был выбран. Во второй тур прошли Вацлав Клаус (по голосам депутатов нижней палаты) и Петр Питхарт (по голосам сенаторов).
- Во втором и третьем турах президент выбран не был.

### Выборы 24 января 2003
Кандидаты: Вацлав Клаус, Ярослава Мосерова и Милош Земан
- Выборы опять проводились на совместном заседании двух палат парламента в Испанском зале.
- Выборами опять руководил председатель нижней палаты Любомир Заоралек.
- кандидат ЧССД: Милош Земан
- кандидат ОДС: Вацлав Клаус
- кандидат 4 правых партий (хдп, чнп, либералов, гражданского форума): Ярослава Мосерова
- Во второй тур прошли Вацлав Клаус (по голосам депутатов нижней палаты) и Ярослава Мосерова (по голосам сенаторов).
- Во втором и третьем турах президент выбран не был.
- Примечательным было очень малое количество голосов за Милоша Земана, который ещё перед объявлением результатов первого тура поспешно покинул Испанский зал. Считается, что это была победа Владимира Шпидлы.

### Выборы 28 февраля 2003
Кандидаты: Вацлав Клаус и Ян Сокол
- Выборы проходили в условиях вакантного поста президента.
- Выборы опять проводились на совместном заседании двух палат парламента в Испанском зале.
- Выборами опять руководил председатель нижней палаты Любомир Заоралек.
- кандидат правящей коалиции (ЧСДП, хдп, чнп, либералов, гражданского форума): Ян Сокол
- кандидат ОДС: Вацлав Клаус
- Оба кандидата прошли во второй тур: Клаус - по голосам депутатов нижней палаты, Сокол - по голосам сенаторов.
- Во втором туре президент выбран не был.
- В третьем туре был выбран Вацлав Клаус, получивший 109 голосов депутатов и 33 голоса сенаторов, то есть всего 142 из 280 голосов.
- Правящая коалиция не смогла продвинуть ни одного из своих кандидатов на президентский пост.
- Вторым президентом Чехии в третьем туре третьих выборов был выбран Вацлав Клаус.
- Вацлав Клаус принёс президентскую присягу 7 марта 2003 г., в день 153-летия рождения Томаша Масарика.

## Выборы 2008

### Выборы 8-9 февраля 2008
Кандидаты: Вацлав Клаус и Ян Швейнар
- Выборы проводились на совместном заседании двух палат парламента в Испанском зале. Заседание было назначено на 10 часов 8 февраля 2008.
- При открытии заседания не было ясно, будет ли голосование проходить тайно или открыто. Представители ODS настаивали на тайном голосовании, остальные же партии хотели голосовать открыто. Решение процедурный вопросов заняло почти целый день. После 8 часов вечера было решено, что выборы будут проходить публично.
- Собственно выборы начались приблизительно в 20:30.
- кандидат ОДС: Вацлав Клаус
- общий кандидат ЧССД и Партии Зелёных: Ян Швейнар
- KDU-ČSL и KSČM не выдвинули собственного кандидата. Согласно решений руководства обеих партий, выборщики могли голосовать по собственному усмотрению.
- В первом туре Клаус получил 47 голосов сенаторов и 92 голоса депутатов, Швейнар — 32 голоса сенаторов и 106 голосов депутатов.
- Во второй тур прошли оба кандидата.
- Ещё перед началом второго тура выборщики решили, что заседание закончится в 21:00.
- Второй тур был начат в 20:45. Официальные результаты до окончания заседания в 21:00 опубликованы не были.
- Второй тур первых выборов продолжился на следующий день, 9 февраля в 10 утра.
- Во втором туре за Клауса проголосовали 48 сенаторов и 94 депутата, за Швейнара — 31 сенатор и 104 депутата. Президент выбран не был, и в третий тур прошли оба кандидата.
- По сравнению с первым туром Клаус получил дополнительно два депутатских и один сенаторский голос, что вызвало споры о правильности подсчёта голосов во втором туре; Йиржи Пароубек сообщил, что ODS могла повлиять на подсчёт голосов.
- Перед третьим туром, начавшимся в 13:45, заседание по причине ухудшившегося самочувствия покинули три выборщика, что впоследствии было предметом взаимного обвинения ODS и ČSSD в давлении на своих выборщиков.
- Депутаты KSČM согласно своему ранее данному обещанию не голосовали ни за одного из кандидатов, но оставались в зале. Тем самым они не дали возможности снизить кворум для выбора кандидата, которому в случае их отсутствия в зали нужно было бы набрать меньшее количество голосов.
- В голосовании Клаус получил 139 голосов, при этом за Швейнара проголосовали 113 депутатов и сенаторов.
- Таким образом, ни один из кандидатов в третьем туре выбран не был (Вацлаву Клаусу не хватало для победы одного голоса). Первые выборы закончились безуспешно.

### Выборы 15 февраля 2008
Кандидаты: Вацлав Клаус, Ян Швейнар и Яна Бобошикова
- Вторые выборы в 2008 году проходили через неделю после первых.
- Выборы проводились на совместном заседании двух палат парламента опять в Испанском зале. Заседание было назначено на то же время, в 10 часов.
- Кроме обоих кандидатов с первых выборов, Вацлава Клауса и Яна Швейнара, во вторых выборах была ещё номинирована Яна Бобошикова.
- кандидат ОДС: Вацлав Клаус
- общий кандидат ЧССД и Партии Зелёных: Ян Швейнар
- кандидат KSČM: Яна Бобошикова
- Перед началом первого тура во вступительном слове Яна Бобошикова отказалась от участия в выборах из-за недостаточной поддержки её KSČM. Согласно слухам, это был тактический шаг KSČM, ODS и Бобошиковой в пользу повторного выбора президентом Клауса.
- Заседание из-за плохого самочувствия покинула депутат Партии Зелёных Ольга Зубова.
- В первом туре Вацлав Клаус получил 48 голосов сенаторов и 93 голоса депутатов, Ян Швейнар — 32 голоса сенаторов и 104 голоса депутатов.
- Президентом не был выбран никто. Во второй тур прошли оба кандидата.
- Во втором туре, начавшемся сразу после первого, Вацлав Клаус опять получил 48 голосов сенаторов и 93 голоса депутатов, Ян Швейнар — 32 голоса сенаторов, но лишь 94 голоса депутатов.
- Перед третьим туром по просьбе Партии Зелёных был объявлен перерыв, после которого начался третий тур выборов.
- В третьем туре Вацлав Клаус получил всего 141 голос, Ян Швейнар — 111 голосов. Таким образом, Вацлав Клаус был выбран президентом.
- Вацлав Клаус принёс президентскую присягу 7 марта 2008.